# (2157) Ashbrook
(2157) Ashbrook és un asteroide que pertany al cinturó d'asteroides, descobert el 7 de març de 1924 per Karl Wilhelm Reinmuth des de l'Observatori de Heidelberg-Königstuhl, Alemanya.

Designat provisionalment com A924 EF. Va ser anomenat Ashbrook en honor de l'astrònom nord-americà Joseph Ashbrook.